# 三重項状態
量子力学において、三重項（さんじゅうこう、英: triplet）とはスピン1の系の量子状態をいい、スピンの特定方向成分の値は −1, 0 及び +1 のいずれかとなる。 
物理学において、スピンとは物体に内在する角運動量 を言い、ある点の回りを回る重心運動に起因する軌道角運動量とは区別される。量子力学において、スピンは原子、陽子、電子などの原子スケールの系において特に重要である。 このような粒子および量子系のスピン（粒子スピン）は、非古典的な性質を持っており、スピン角運動量は幾何学的な意味での回転運動とは独立だが、抽象的な意味での「内在的」角運動量とみなせる。
日常で触れるほとんど全ての分子は一重項状態にあるが、酸素分子は例外である。室温において、 O2 は三重項状態で存在し、化学反応が開始できるよう一重項状態へ遷移するには禁制遷移を経る必要があり、平衡論的には強力な酸化剤であるにもかかわらず速度論的には不活性となっている。酸素分子を一重項状態にして速度論的にも酸化剤とするためには、光化学的・熱的に活性化する必要がある。

## 二つのスピン 1/2 粒子
二つのスピン 1/2 粒子からなる系（例：陽子と電子からなる水素原子）は、それぞれの粒子のスピンをある軸に沿って測れば、アップスピンもしくはダウンスピンのどちらかであり、系全体としては単粒子スピンの二種類の向きを二つ用いて、次の四通りの基底状態を考えることができる。
{\displaystyle \uparrow \uparrow ,\uparrow \downarrow ,\downarrow \uparrow ,\downarrow \downarrow }
より厳密には、基底状態を次のように書き下せる。
{\displaystyle |s_{1},m_{1}\rangle |s_{2},m_{2}\rangle =|s_{1},m_{1}\rangle \otimes |s_{2},m_{2}\rangle }
ここで {\displaystyle s_{1}} および {\displaystyle s_{2}} は二つの粒子のスピン、 {\displaystyle m_{1}} および {\displaystyle m_{2}} はそれぞれの z-軸への投影である。スピン 1/2 粒子の場合を考えれば、基底状態 {\displaystyle |1/2,m\rangle } は二次元空間を張るので、基底状態 {\displaystyle |1/2,m_{1}\rangle |1/2,m_{2}\rangle } は4次元空間を張る。
ここで、クレブシュ-ゴルダン係数を用いた量子力学的角運動量合成則により全スピンおよびその z-軸への投影を計算することができる。一般的には以下のように書き下せる。
{\displaystyle |s,m\rangle =\sum _{m_{1}+m_{2}=m}C_{m_{1}m_{2}m}^{s_{1}s_{2}s}|s_{1}m_{1}\rangle |s_{2}m_{2}\rangle }
四つの基底状態は次のように対応する。
{\displaystyle |1/2,+1/2\rangle \;|1/2,+1/2\rangle \ (\uparrow \uparrow )}
{\displaystyle |1/2,+1/2\rangle \;|1/2,-1/2\rangle \ (\uparrow \downarrow )}
{\displaystyle |1/2,-1/2\rangle \;|1/2,+1/2\rangle \ (\downarrow \uparrow )}
{\displaystyle |1/2,-1/2\rangle \;|1/2,-1/2\rangle \ (\downarrow \downarrow )}
これらの基底状態 {\displaystyle |1/2,\ m_{1}\rangle |1/2,\ m_{2}\rangle } に対応する全スピンを計算することができる。全スピン角運動量 1 の状態は以下の三通りがありうる。
{\displaystyle \left.{\begin{array}{ll}|1,1\rangle &=\;\uparrow \uparrow \\|1,0\rangle &=\;(\uparrow \downarrow +\downarrow \uparrow )/{\sqrt {2}}\\|1,-1\rangle &=\;\downarrow \downarrow \end{array}}\right\}\quad s=1\quad \mathrm {(triplet)} }
そして、残る一つは全スピン角運動量 0 に対応する。
{\displaystyle \left.|0,0\rangle =(\uparrow \downarrow -\downarrow \uparrow )/{\sqrt {2}}\;\right\}\quad s=0\quad \mathrm {(singlet)} }
このように、二つのスピン 1/2 粒子は全スピン 1 または 0、すなわち三重項状態および一重項状態を取り得る。

## 数学的観点
表現論的には、二つの共役なSU(2)=Spin(3)スピン群の二次元スピン表現（3次元クリフォード代数の中に埋め込まれた場合）がテンソル積をとられて4次元表現を生成したとみることができる。4次元表現は通常の直交群 SO(3) に帰着し、その対称はテンソルとなるから、スピンは整数となる。4次元表現は1次元の自明な表現（一重項、スカラ、スピン 0）と、 SO(3) の {\displaystyle R^{3}} 上の標準的な表現にすぎない3次元表現（三重項、スピン 1)との和に分解することができる。したがって、三重項の「三」 は物理的空間の三つの回転軸とみることができる。